# Dilsberg

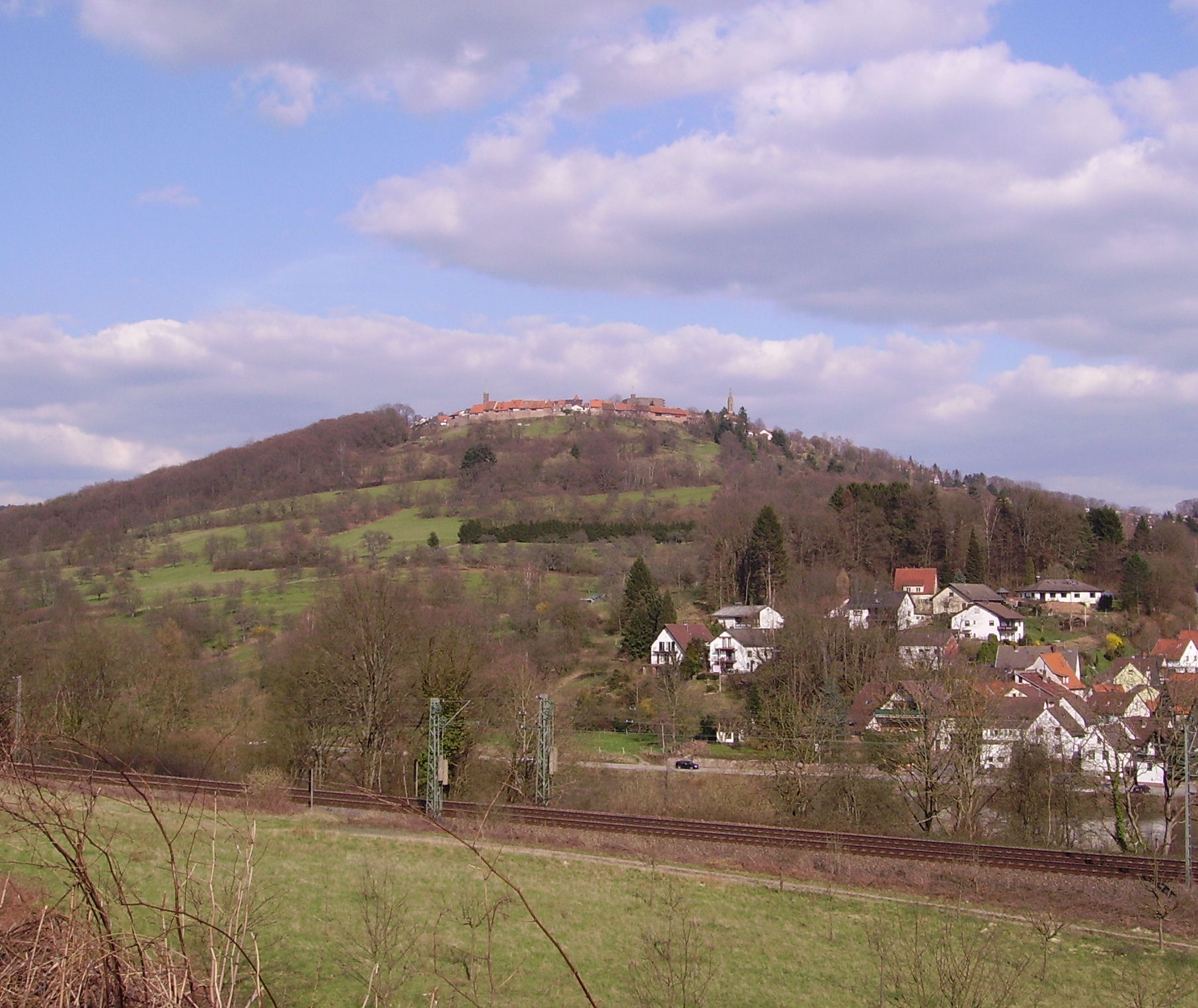
Dilsberg von Westen

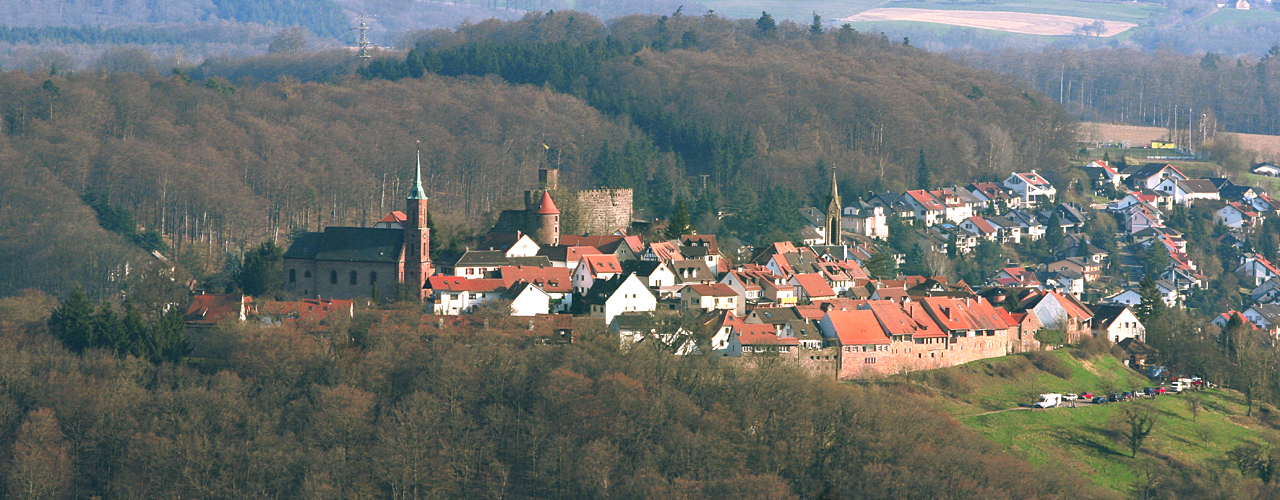
Blick vom Goetheblickweg auf den Dilsberg.

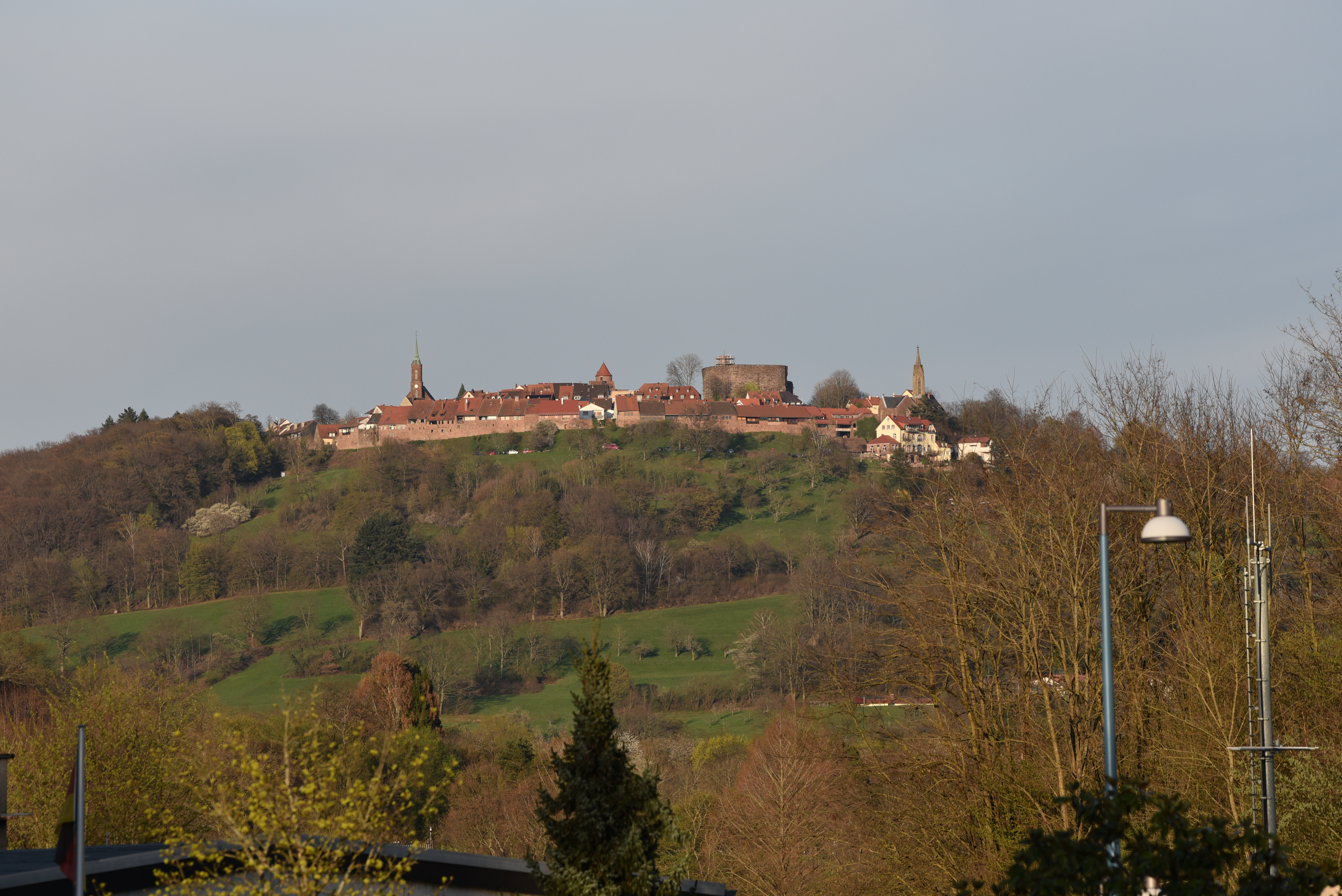
Blick auf den Dilsberg von Neckargemünd aus

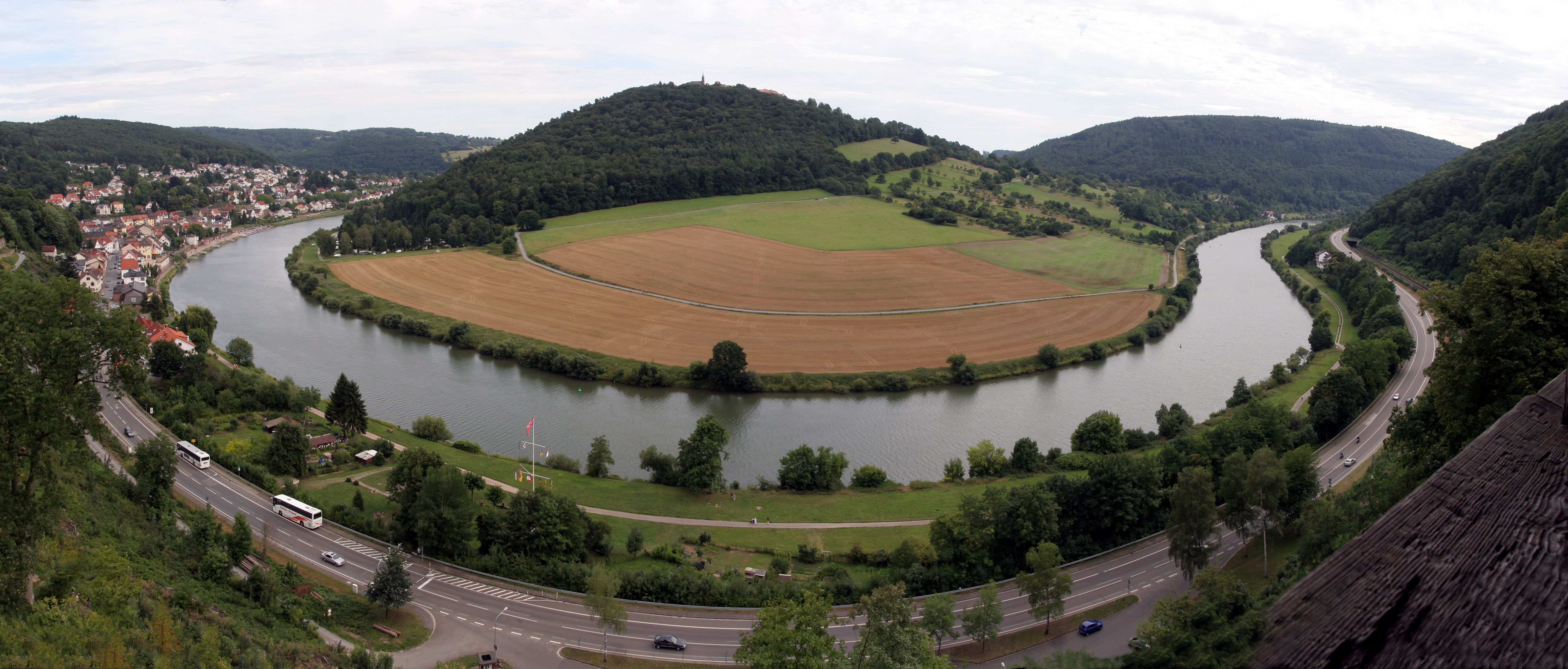
Der Dilsberg mit Bergfeste Dilsberg von der Hinterburg Neckarsteinach aus gesehen.

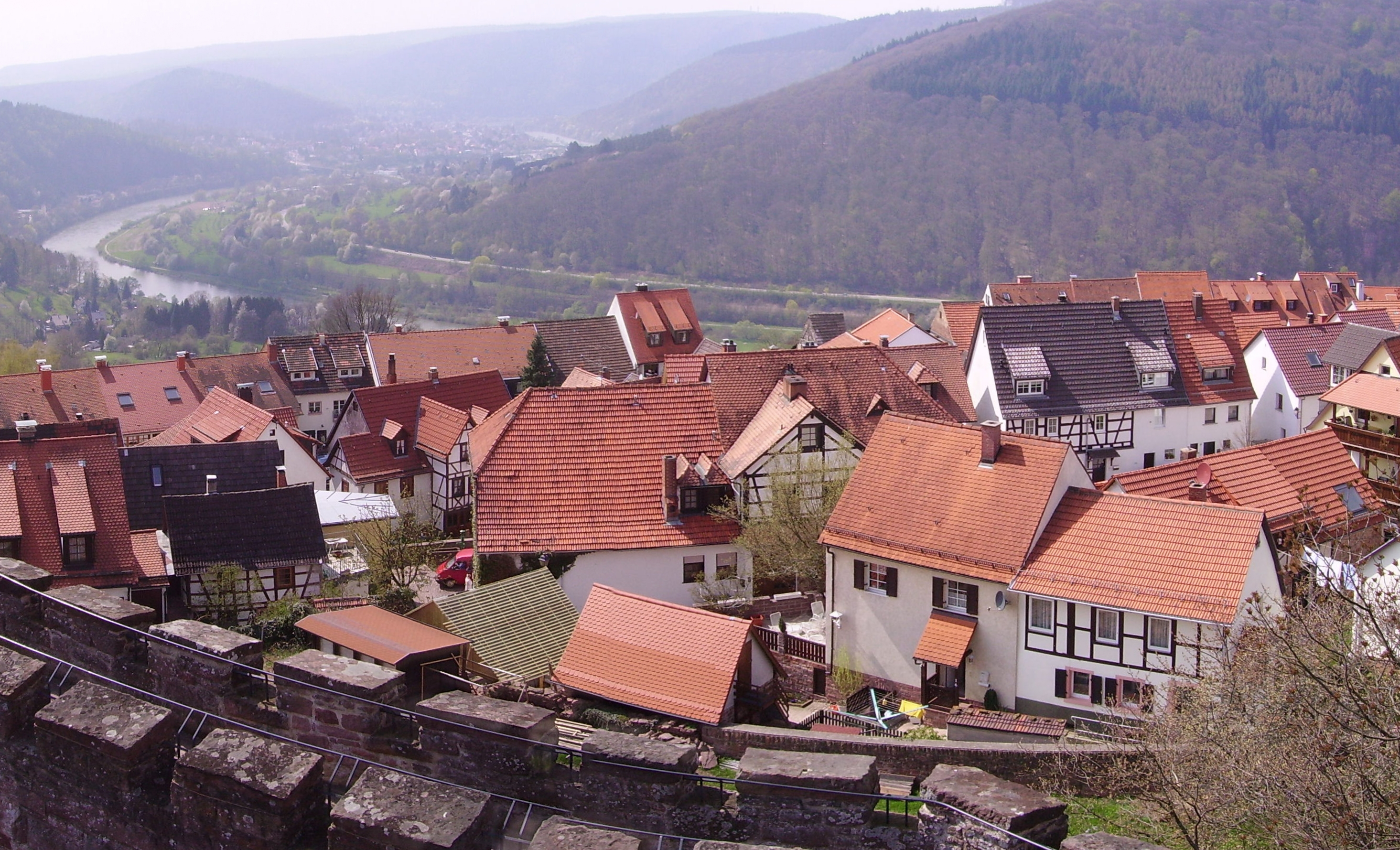
Dilsberg

Dilsberg ist ein Ortsteil der Stadt Neckargemünd im baden-württembergischen Rhein-Neckar-Kreis und liegt im Naturpark Neckartal-Odenwald. Die Bergfeste Dilsberg bildet die historische Ortsmitte und liegt auf der Kuppe eines von einer Neckarschleife umflossenen Berges.

## Geographie
Der historische Ortskern von Dilsberg, das heißt die Bergfeste Dilsberg, liegt weithin sichtbar über dem Neckartal auf einem Bergrücken in einer Flussschleife. Einem Seitentaleinschnitt folgend schließt sich südöstlich an den Ortskern langgezogene neuere Bebauung an. Neben dem Hauptort besteht das Ortsgebiet aus den Ortsteilen Neuhof, Dilsbergerhof, Blumenstrich und Rainbach.

## Geschichte
Antike Funde auf Dilsberger Gemarkung lassen die Vermutung aufkommen, dass der Dilsberg früher als Signalstation für das römische Militär diente. Dies wird belegt durch Funde wie die einer Honorius-Goldmünze und Teilstücke eines Mercurius-Reliefs. Seit 988 gehörte der Dilsberg als Teil des Wimpfener Bannforsts zum Bistum Worms. Mitte des 12. Jahrhunderts ließen die Wormser Bischöfe Teile des Berges roden. Dort entstand die Bergfeste Dilsberg, die 1208 erstmals erwähnt wurde und über die Grafen von Lauffen und die Herren von Dürn im Jahr 1300 an die Kurpfalz kam, und deren frühe Geschichte der Burgweiler im Wesentlichen teilt.
1347 wurde Dilsberg zur Stadt erhoben. Im 15. Jahrhundert war die Stadt Sitz des Kurpfälzischen Amtes Dilsberg als Verwaltungsbehörde für die umliegenden Dörfer. Im Dreißigjährigen Krieg wurde Dilsberg 1621 durch Tilly belagert und kapitulierte 1622 nach der Eroberung Heidelbergs. Nach den weiteren Wirren des Krieges kam Dilsberg 1648 an die Kurpfalz zurück und wurde als Garnison ausgebaut. Der Ort überstand 1690 die Eroberung durch die Truppen Ezéchiel de Mélacs im Pfälzischen Erbfolgekrieg und schlug auch 1799 ein französisches Revolutionsheer zurück.
1803 kam der Ort an Baden. Die Burgfeste diente zunächst als Karzer für Studenten der Universität Heidelberg sowie als Staatsgefängnis, wurde 1826 aber zum Abbruch freigegeben und bis zur teilweisen Restaurierung 1895 als Steinbruch benutzt. 1919 tagte die Kommunistische Partei Deutschlands (KPD) im Rahmen ihres illegal abgehaltenen Heidelberger Parteitags in Dilsberg. 1924 wurde die Jugendherberge erbaut.
Um 1964 erfolgte der Anschluss an die Wasserversorgung der Stadt Neckargemünd. 1967 gab es einen Sanierungsplan für den historischen Ortskern. Am 1. Januar 1973 wurde die Eingemeindung nach Neckargemünd vollzogen.

## Wappen
Die Blasonierung des ehemaligen Wappens der bis 1973 selbständigen Gemeinde Dilsberg lautet: In Schwarz ein rot bewehrter und rot bezungter goldener Löwe, in den Vorderpranken einen von Blau und Silber schräggerauteten Schild haltend.

## Sehenswürdigkeiten

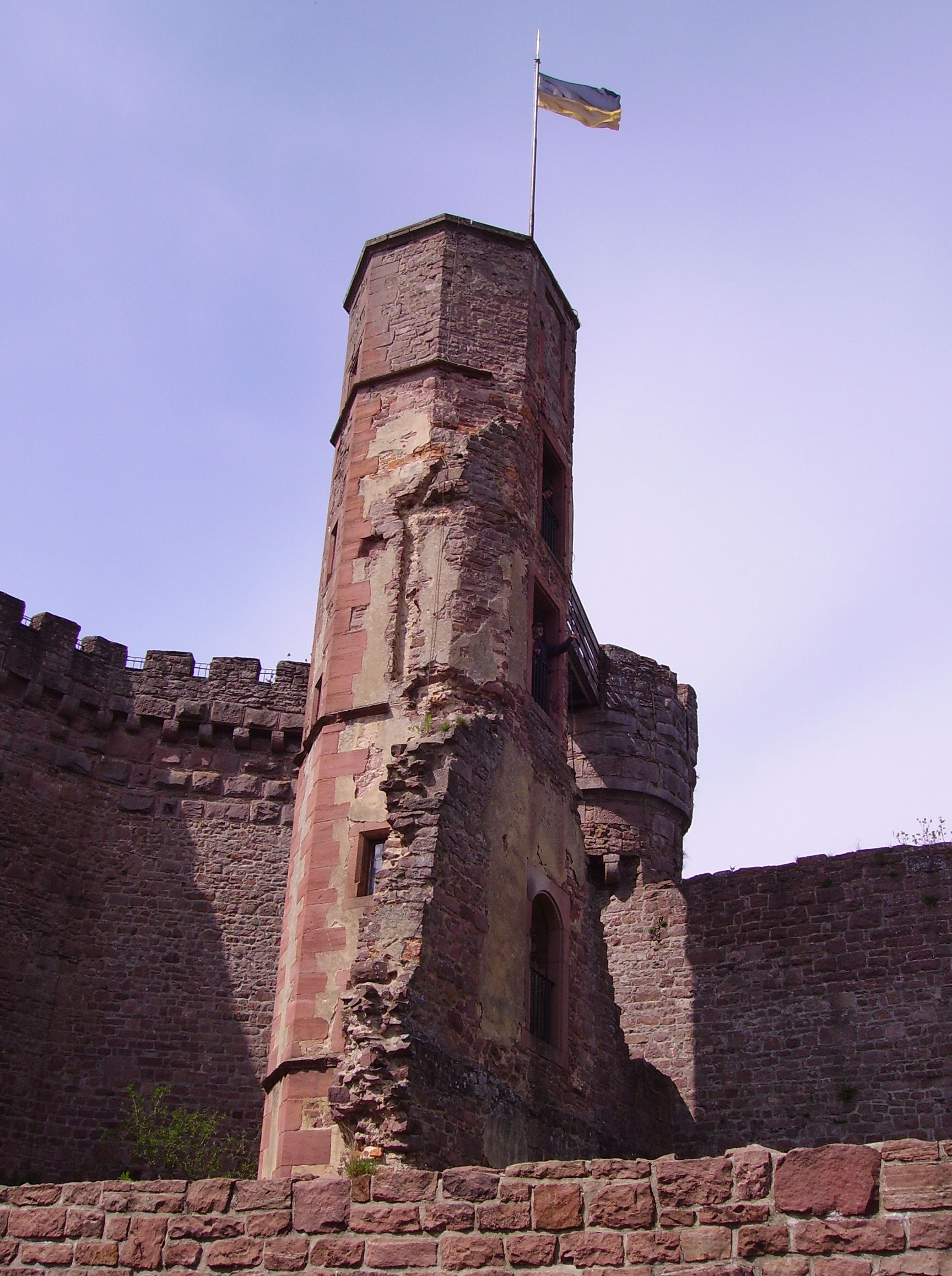
Treppenturm der Burgfeste Dilsberg

Die mittelalterliche Bergfeste Dilsberg überstand mehrere kriegerische Auseinandersetzungen unbeschadet, ist aber dennoch heute eine Ruine, da die Burg im 19. Jahrhundert zeitweilig zum Abbruch freigegeben war und als Steinbruch diente. Die Burg ist in Vor- und Hauptburg untergliedert. Zur Vorburg gehörte die Invalidenkaserne (heute eine Gartenanlage), die Zehntscheuer, der Marstall mit dem Fruchtspeicher und das Kommandantenhaus. Im Hof der Hauptburg lag der Palas, von dem nur noch ein Kellergewölbe und ein sechseckiger Treppenturm erhalten ist. Die 16 Meter hohe Ringmauer umgab früher die ganze Hauptburg, bevor der östliche und südliche Teil abgerissen wurden. Zur Burg gehören auch der alte Karzer der Universität Heidelberg, ein Burgbrunnen mit einer Tiefe von etwa 46 Metern sowie ein Burgstollen mit einer Gesamtlänge von 78 Meter. Innerhalb des Festungsareals befinden sich zahlreiche historische Wohngebäude.
Die katholische St.-Bartholomäus-Kirche wurde etwa um das Jahr 1380 erbaut. Sie war dem Heiligen Oswald geweiht, der wie die Heilige Margarethe zu den vierzehn Nothelfern gehörte.
Eine reformierte Gemeinde ist in Dilsberg schon seit dem Jahr 1566 nachweisbar. Sie florierte bis zum Dreißigjährigen Krieg, erholte sich aber nie mehr von den unruhigen Jahren und versank nach 1705 in Armut. Die heutige Evangelische Kirche wurde von 1871 bis 1873 nach Plänen von Kirchenbauinspektor Hermann Behaghel unter großem Einsatz der bäuerlichen Kirchengemeinde gebaut.

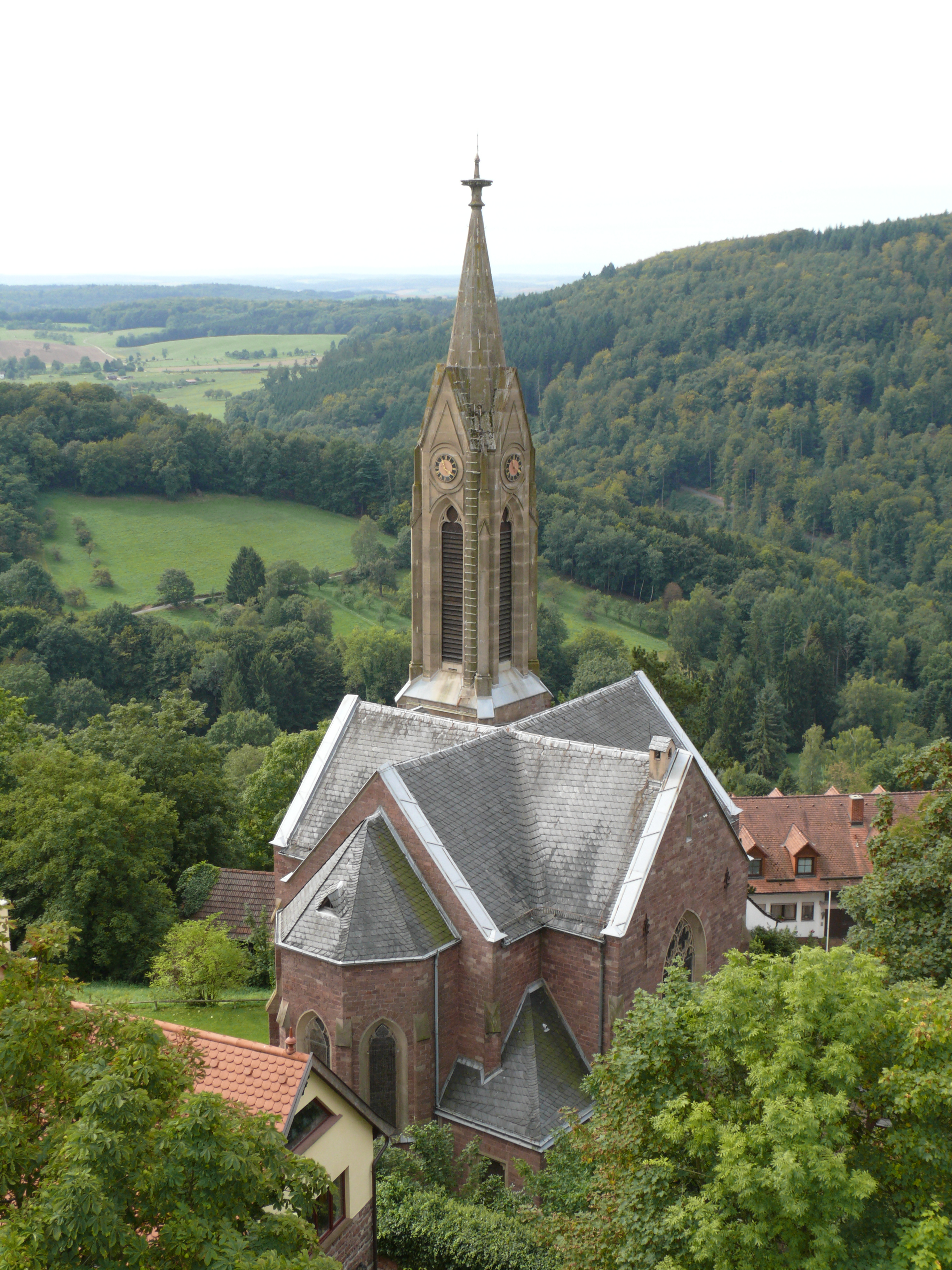
Evangelische Kirche
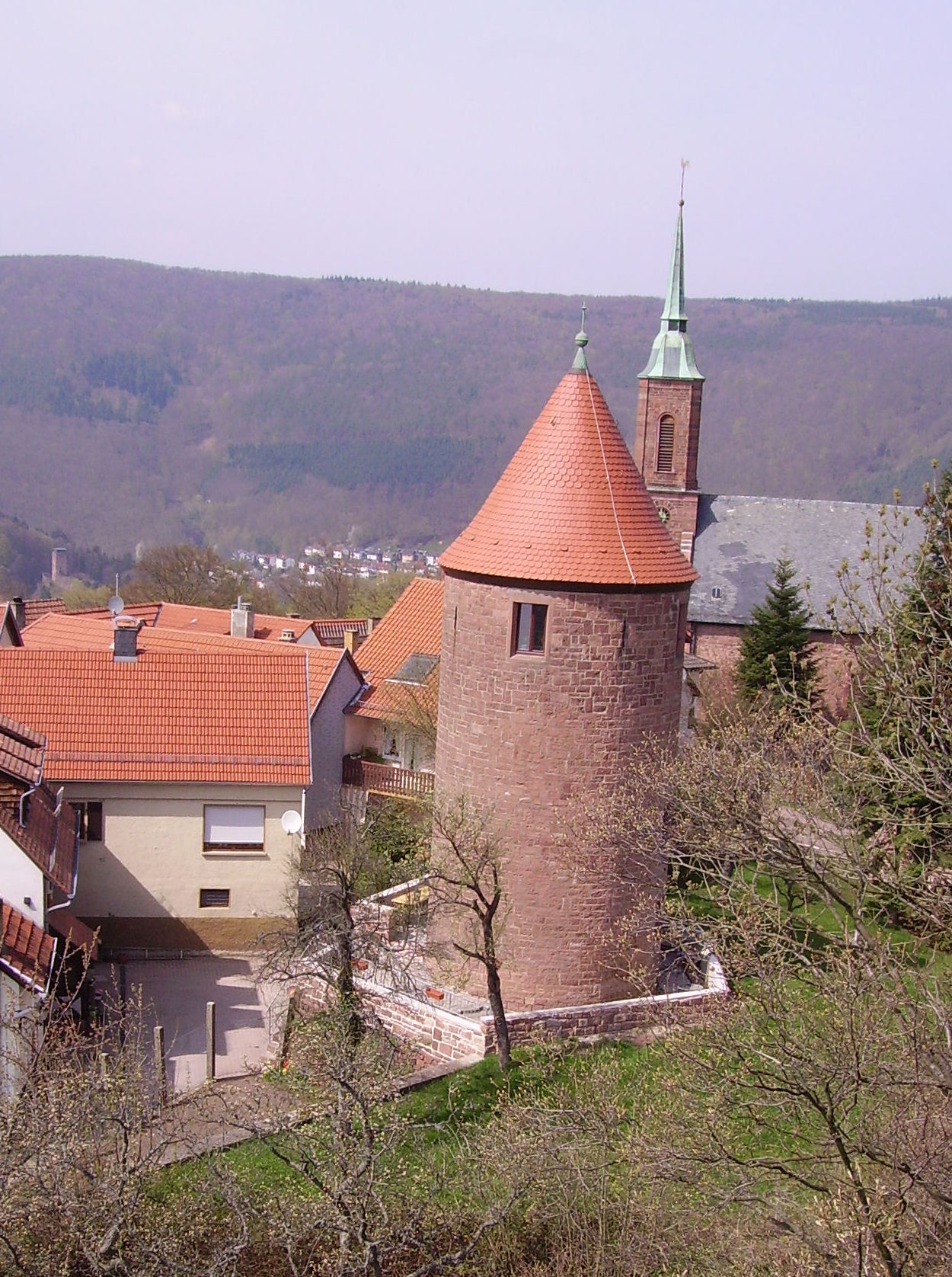
Turm der Feste, dahinter die katholische Kirche
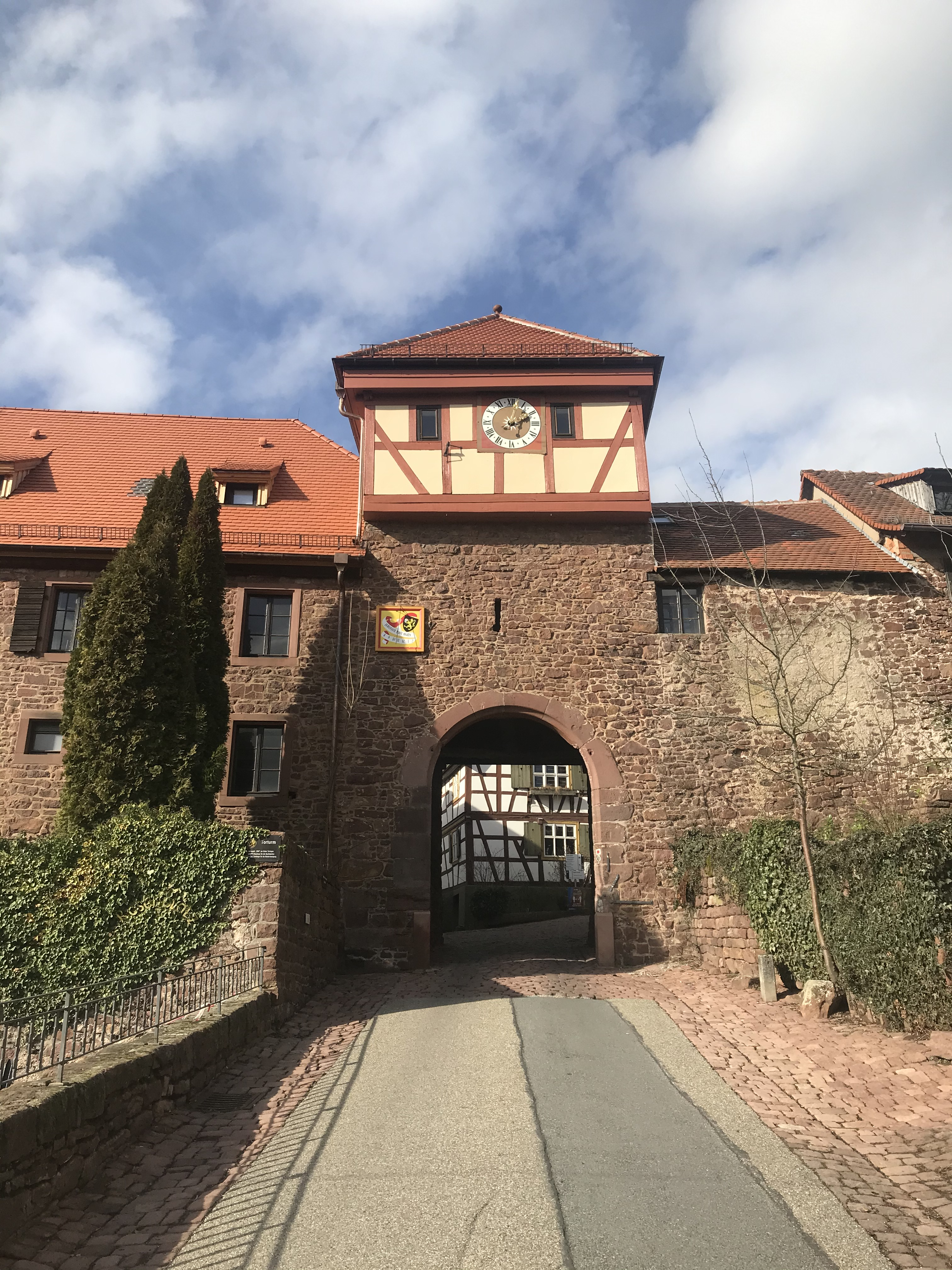
Stadttor

## Kultur
Nachdem es dem Dilsberger Gemeinderat erst im Jahr 1878 gestattet wurde, die Nachtwache aufzuheben, lebte der Brauch im Jahr 1923 wieder auf, indem die Nachtwächter das Neue Jahr „einläuten“. Nachdem der Nachtwächter zwölf Mal in das Horn geblasen hat, stimmen die Männer das folgende Lied an:
Hört, Ihr Leut, und lasst Euch sagen:

Unsre Glock’ hat Zwölf geschlagen.

Das alte Jahr ist vergangen,

das neue hat angefangen.

Wir wünschen Euch allzugleichen,

den Armen wie den Reichen,

wir wünschen Euch allzumal

ein glückseliges neues Jahr Lobet Gott, den Herrn.

## Töchter und Söhne
- Rainer Ohlhauser (* 1941), Fußballspieler
- Herbert Rudolf Bossler (* 1907; † 1999), Schifffahrtsunternehmer, wurde in Rainbach einem ehemaligen Weiler von Dilsberg geboren

## Persönlichkeiten
- Lothar Czayka (* 1937), Ökonom, Systemforscher und Wissenschaftsphilosoph, lebt in Dilsberg

## Erwähnung in der Literatur
Der amerikanische Schriftsteller Mark Twain beschreibt in seiner Reiseerzählung A Tramp abroad (auf Deutsch: Bummel durch Europa) die Besichtigung Dilsbergs im Rahmen einer Floßfahrt von Heilbronn nach Heidelberg.